# Kapitaltäckning
Kapitaltäckning är ett mått som används i regelverk för bank- och försäkringsföretag rörande hur stort belopp som måste sättas av för att trygga verksamhetens möjlighet att leva upp till sina åtaganden. 
En bank som lånar ut pengar måste exempelvis se till att ett visst belopp finns säkerställt och tillhanda om motparten (den som fått lånet) fallerar, det vill säga inte väntas kunna betala tillbaka sin skuld.
Kapitaltäckningsgraden räknas fram genom att kapitalbasen divideras med de (riskvägda) tillgångarna.